# كالمان توث
كالمان توث (بالمجرية: Tóth Kálmán)‏ هو لاعب كرة قدم مجري في مركز الهجوم، ولد في 13 أغسطس 1944 في زومباثلي في المجر. شارك مع منتخب المجر لكرة القدم. أما مع النوادي، فقد لعب مع نادي بودابست هونفيد.

## وصلات خارجية
- كالمان توث على موقع قاعدة بيانات كرة القدم.إي يو (الإنجليزية)
- كالمان توث على موقع ناشيونال فوتبول تيمز (الإنجليزية)
- كالمان توث على موقع أوليمبيديا (الإنجليزية)